# Władimir Dubow
Władimir Dubow (bułg. Владимир Дубов ;ur. 20 lutego 1988) – bułgarski zapaśnik startujący w stylu wolnym. Olimpijczyk z Rio de Janeiro 2016, gdzie zajął piąte miejsce w kategorii 57 kg. Wicemistrz świata i Europy.
Startuje w kategorii wagowej do 60 kg. Srebrny medalista mistrzostw świata z Budapesztu i brązowy w 2015. Europy z Tbilisi w 2013 roku. Piętnasty na igrzyskach europejskich w 2015. Trzynasty w indywidualnym Pucharze Świata w 2020. Szósty w Pucharze Świata w 2012. Trzeci na ME juniorów w 2006 roku.